# Rezerwat przyrody Gorbacz
Rezerwat przyrody Gorbacz – rezerwat przyrody położony na terenie gminy Michałowo w województwie podlaskim.
Powierzchnia 222,7207 ha (według aktu powołującego: 113,73 ha); rok powstania: 1966, powiększony 1968 i 2013; rodzaj rezerwatu: torfowiskowy. Celem ochrony rezerwatu jest obecnie „zachowanie ze względów przyrodniczych, naukowych i dydaktycznych torfowisk wysokich, przejściowych i niskich wraz z humotroficznym jeziorem w końcowej fazie lądowienia i reliktami flory postglacjalnej oraz ostoi cietrzewia”.
Rezerwat został stworzony dla ochrony jeziora Gorbacz (12,71 ha powierzchni, głębokość 0,2–1 m) z interesującą roślinnością wodną, oraz otaczających go torfowisk niskich i wysokich o miąższości 5–6 m. Dno jeziora porastają rdestnice, ramienice oraz grzybienie północne. Przy brzegach występują pła, łozowiska oraz szuwary trzcinowe. Duże połacie pła zarasta żurawina. W rezerwacie występują mszaki tujowce (Thuidium), skorpionowiec brunatnawy (Scorpidium scorpioides) i parzęchlin (Meesia).
Rezerwat jest położony na gruntach Skarbu Państwa, będących w zarządzie Nadleśnictwa Żednia. Nadzór sprawuje Regionalny Dyrektor Ochrony Środowiska w Białymstoku. Na mocy obowiązującego planu ochrony ustanowionego w 2003 roku, obszar rezerwatu objęty jest ochroną czynną.
Rezerwat znajduje się w granicach dwóch obszarów sieci Natura 2000: siedliskowego „Ostoja Knyszyńska” PLH200006 i ptasiego „Puszcza Knyszyńska” PLB200003.